# 1996 год в литературе

## События
- Учреждена «Дублинская литературная премия».

- В Великобритании учреждена Женская премия за художественную литературу (англ. The Women’s Prize for Fiction). Ранее — Литературная премия «Оранж» (англ. Orange Prize for Fiction) в 1996-2012 годах; Женская премия за художественную литературу «Бейлис» (англ. Baileys Women's Prize for Fiction) в 2013-2017 годах).

## Премии

### Международные
- Нобелевская премия по литературе — Вислава Шимборская, «За поэзию, которая с предельной точностью описывает исторические и биологические явления в контексте человеческой реальности»[1].
- Премия Агаты — Маргарет Мэрон, «Up Jumps The Devil».
- Всемирная премия фэнтези за лучший роман — Кристофер Прист, «Престиж» (англ. The Prestige).
- Всемирная премия фэнтези за лучшую повесть — Майкл Суэнвик, «Между небом и землёй».
- Нейштадтская литературная премия — Ассия Джебар[2].
- Дублинская литературная премия — Дэвид Малуф, «Remembering Babylon».
- Премия «Хьюго» за лучшую повесть — Аллен Стил, «Смерть капитана Фьючера» (англ. The Death of Captain Future)[3].
- Премия «Хьюго» за лучший роман — Нил Стивенсон, «Алмазный век, или Букварь для благородных девиц» (англ. The Diamond Age: Or, A Young Lady's Illustrated Primer)[3].
- Премия «Хьюго» за лучший рассказ — Морин Макхью, «Дорога Линкольна» (англ. The Lincoln Train)[3].
- Премия мира немецких книготорговцев — Марио Варгас Льоса.

### Австрия
- Премия Эриха Фрида — Дьёрдь Конрад.
- Австрийская государственная премия по европейской литературе — Александр Тишма.

### Великобритания
- Букеровская премия — Грэм Свифт, «Последние распоряжения» (англ. Last Orders)[4].
- Премия Сомерсета Моэма:

1. Katherine Pierpoint, «Truffle Beds».
2. Alan Warner, «Morvern Callar».

### Германия
- Премия Георга Бюхнера — Сара Кирш.
- Бременская литературная премия —  Эльфрида Елинек.

### Израиль
- Премия Израиля
  - за общее литературоведение — Меир Штернберг.
  - за переводы на иврит прозы и поэзии — Шимон Зандбанк.

### Испания
- Премия Сервантеса — Хосе Гарсия Ньето.
- Премия принцессы Астурийской — Франсиско Умбраль[5].

### Норвегия
- Премия Браги:
  - почётная премия — писательница Хьелль Аскильдсен.
  - беллетристика — Бергльот Хубек, «Стыд» (норв. Skammen).
  - детская литература — Эйрик Ньют, «Jakten på sannheten».
- Премия Ибсена — Юн Фоссе, «Имя» (норв. Namnet).

### Россия
- Русский Букер — Андрей Сергеев, «Альбом для марок».
- Антибукер:
  - номинация роман/повесть — Дмитрий Бакин, «Страна происхождения».
  - номинация поэзия — Сергей Гандлевский, «Праздник» ( от премии отказался).
  - номинация драматургия — Иван Савельев, «Путешествия на краю».
- Премия Андрея Белого — не вручалась.
- Литературная премия имени Александра Беляева:

1. Мария Семёнова, «Волкодав».
2. Александр Громов, сборник научно-фантастических повестей «Мягкая посадка».
3. Анатолий Бритиков, «За общий вклад в развитие отечественного фантастоведения» (посмертно).

### США
- Премия Эдгара Аллана По:
  - за лучший роман — Дик Фрэнсис, «Дорога скорби» (англ. Come to Grief)[6].
  - за лучший первый роман американского писателя — Дэвид Хаусрайт, «Penance»[7].
- Пулитцеровская премия за художественную книгу — Ричард Форд, «День независимости» (англ. Independence day)[8].
- Пулитцеровская премия за лучшую драму —  Джонатан Ларсон,  мюзикл «Богема» (англ. Rent)[9].
- Пулитцеровская премия за поэзию — Джори Грэм, «Мечта о едином пространстве» (англ. The Dream of the Unified Field)[10].
- Женская премия за художественную литературу —  Хелен Данмор, «Чары зимы» (англ. A Spell of Winter)[11].

### Швеция
- Литературная премия Шведской академии — Арне Несс[12].

### Франция
- Гонкуровская премия — Паскаль Роз, «Охотник Зеро» (фр. Le Chasseur Zéro)[13].
- Премия Ренодо — Борис Шрайбер, «Un silence d’environ une demi-heure».
- Премия Фемина — Женевьева Бризак, «Уик-энд в погоне за матерью».
  - премия Фемина зарубежному автору — Хавьер Мариас, «В час битвы завтра вспомни обо мне» (исп. Mañana en la batalla piensa en mí).
- Премия Медичи за роман:

1. Жаклин Арпман, «Орланда»;
2. Жан Ролен, «Организация» (фр.  L’Organisation).

- Премия Медичи за лучшее зарубежное произведение:

1. Михаэль Крюгер, «Химмельфарб» (нем.  Himmelfarb);
2. Людмила Улицкая, «Сонечка».

- Премия Медичи за эссеистику — Вивиан Форрестер, «Экономический ужас» (фр.  L’Horreur économique).

### Япония
- Премия имени Рюноскэ Акутагавы:
  - 1996а: Хироми Каваками— «Наступить на змею» (蛇を踏む);
  - 1996б: Хитонари Цудзи — «Свет в проливе» (海峡の光) и Ю Мири — «Семейный кинематограф» (家族シネマ).
- Литературная премия имени Номы — Сюн Акияма — «Нобунага» (信長).
- Литературная премия имени Сэя Ито:
  - номинация проза — Ивао Мацуяма, «Камень в темноте» (闇のなかの石).
  - номинация критика — Кодзин Каратани, «Анго Сакагути и Накагами Кэндзи» (坂口安吾と中上健次).
- Премия имени Дзюна Таками — Икуо Сэо.
- Премия имени Дзюнъитиро Танидзаки — не вручалась

## Книги

### Романы
- «Адамант Хенны» — роман Ника Перумова.
- «Бойцовский клуб» (англ. Fight Club) — роман Чака Паланика.
- «Двойной язык» (англ. The Double Tongue) — последний роман Уильяма Голдинга.
- «Дневник Бриджет Джонс» (англ. Bridget Jones's Diary) — роман Хелен Филдинг.
- «Зелёная миля» (англ. The Green Mile) — роман Стивена Кинга.
- «Игра престолов» (англ. A Game of Thrones) — роман Джорджа Р. Р. Мартина.
- «Капитан Алатристе» — роман Артуро Переса-Реверте.
- «Ноги из глины» (англ. Feet of Clay) — роман Терри Пратчетта.
- «Последний дон» (англ. The Last Don) — роман Марио Пьюзо.
- «Торговец пушками» (англ. The Gun Seller) — роман Хью Лори.
- «Чапаев и Пустота» — роман Виктора Пелевина.
- «Хоровод» — роман Антона Уткина.

### Поэзия
- «Увидено так» (нюнорск Slik Sett) — сборник стихов Эльдрид Лунден.

## Скончались
См. также: Категория:Умершие в 1996 году
- 28 января — Иосиф Бродский, советский и американский поэт, лауреат Нобелевской премии по литературе (родился в 1940).
- 12 февраля — Боб Шоу, английский писатель-фантаст (родился в 1931).
- 3 марта — Маргарет Дюрас, французская писательница (родилась в 1914).
- 18 марта — Элитис Одисеас, греческий поэт, лауреат Нобелевской премии по литературе (родился в 1911).
- 22 мая — Джордж Генри Смит, американский писатель-фантаст (родился в 1922).
- 31 мая — Тимоти Лири, американский писатель (родился в 1920).
- 21 октября — Абдельхамид Бенхедуга, алжирский писатель, драматург, журналист (родился в 1925).
- 5 ноября –  Димитр Пеев, болгарский писатель (род. 1919).
- 21 ноября — Александр Кабрал, португальский прозаик, драматург (родился в 1917).